# ورقة نقدية بديلة

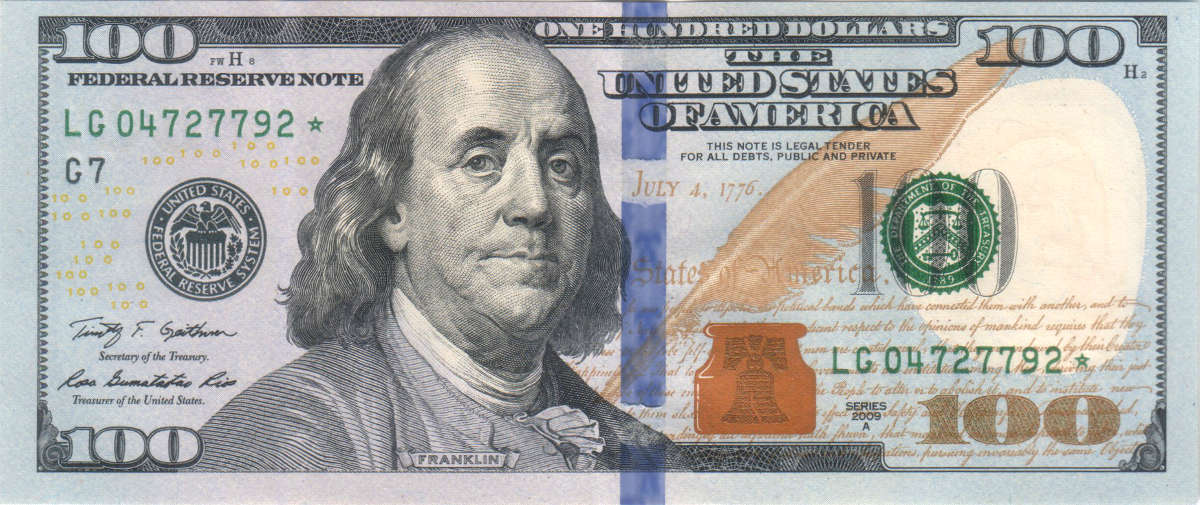
ورقة نقدية بديلة من سلسلة أوراق الاحتياطي الفيدرالي فئة 100 دولار أمريكي لعام 2009

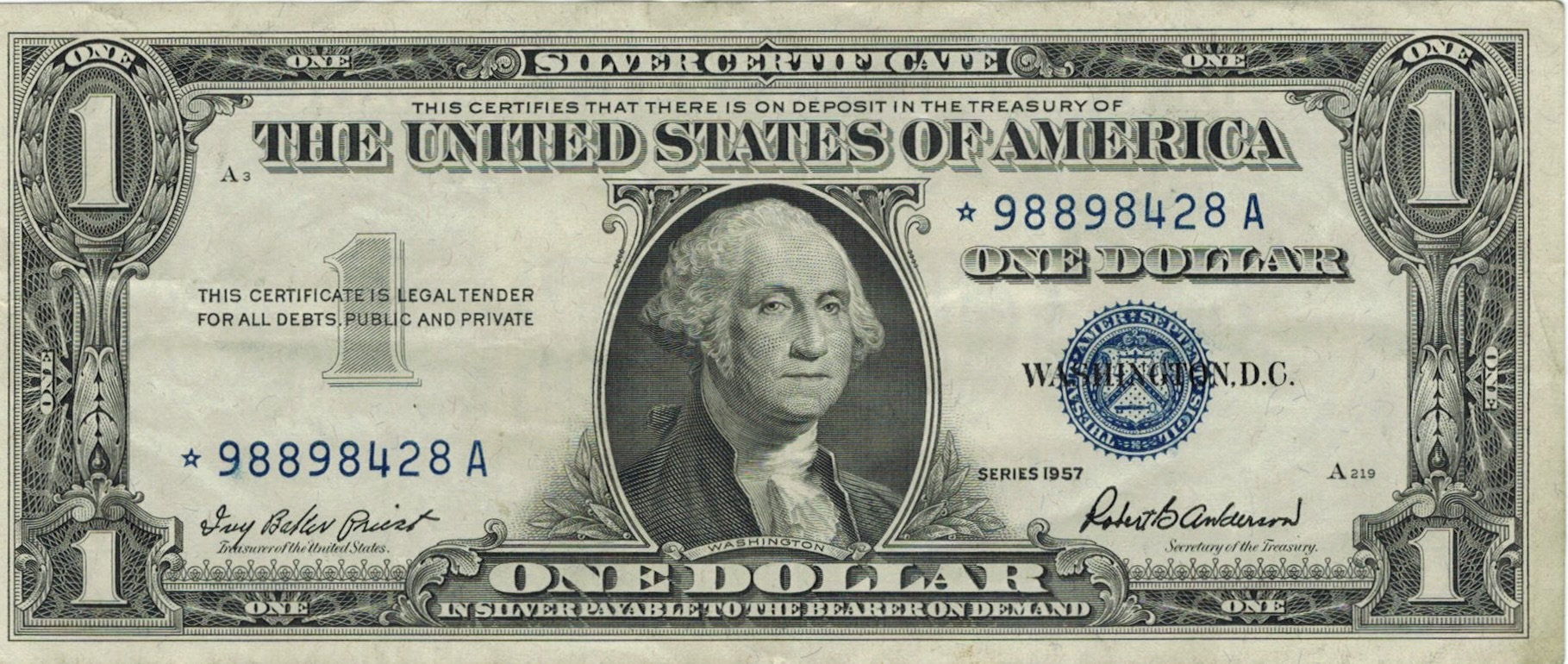
إشارة نجيمة وضعت على عملة دولار واحد صادر من الولايات المتحدة الأمريكية في عام 1957

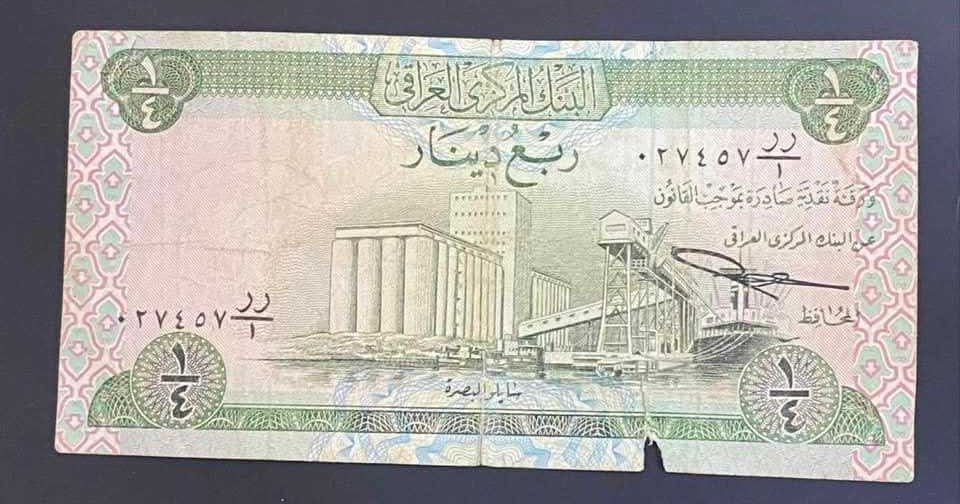
ربع دينار عراقي إصدار عام 1973 استعمل فيه حرف "رر" مكرر للدلالة على كون الورقة ورقة استبدال

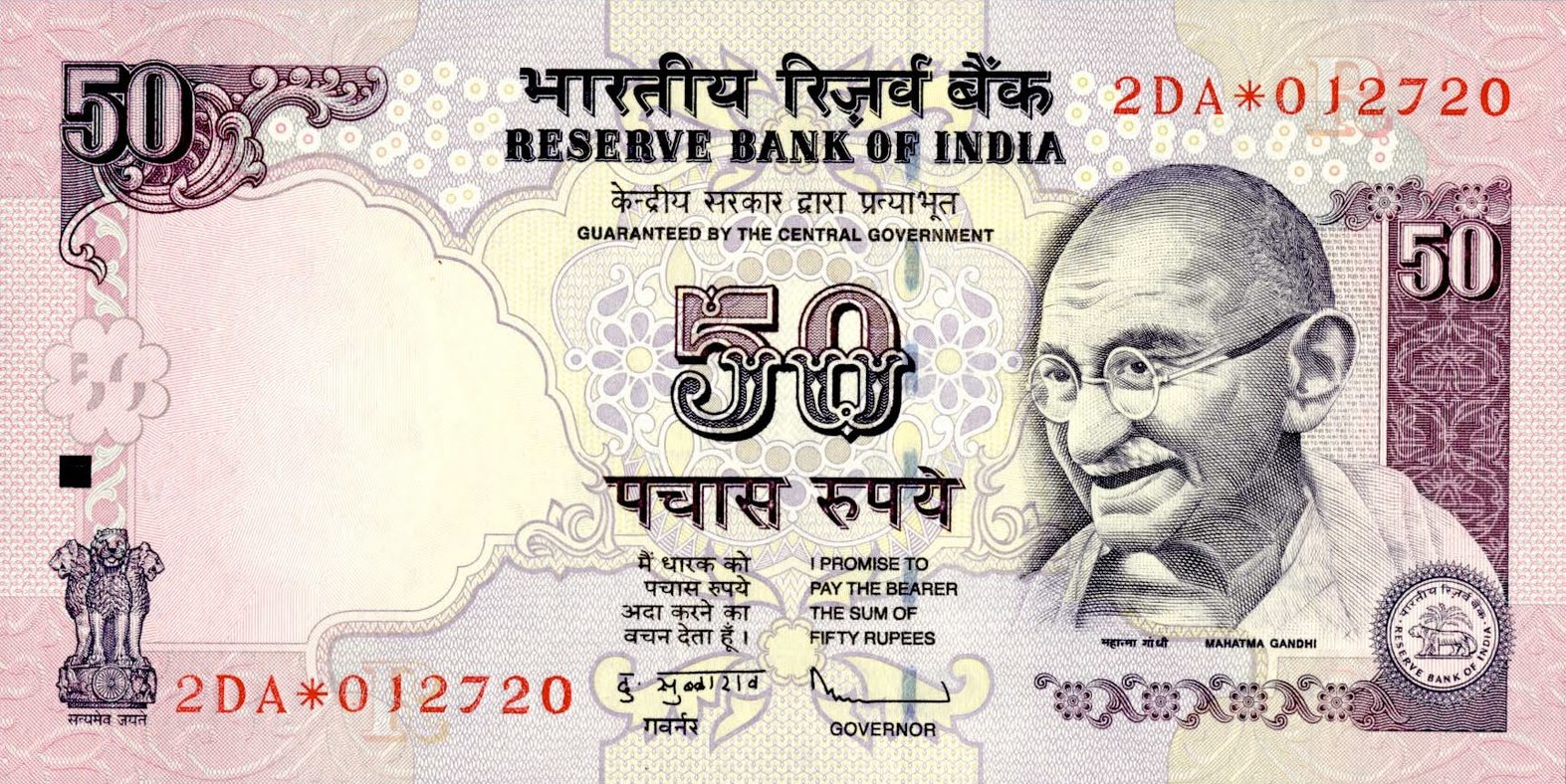
ورقة 50 روبية هندية يحتوي الرقم التسلسلي فيها على نجمة

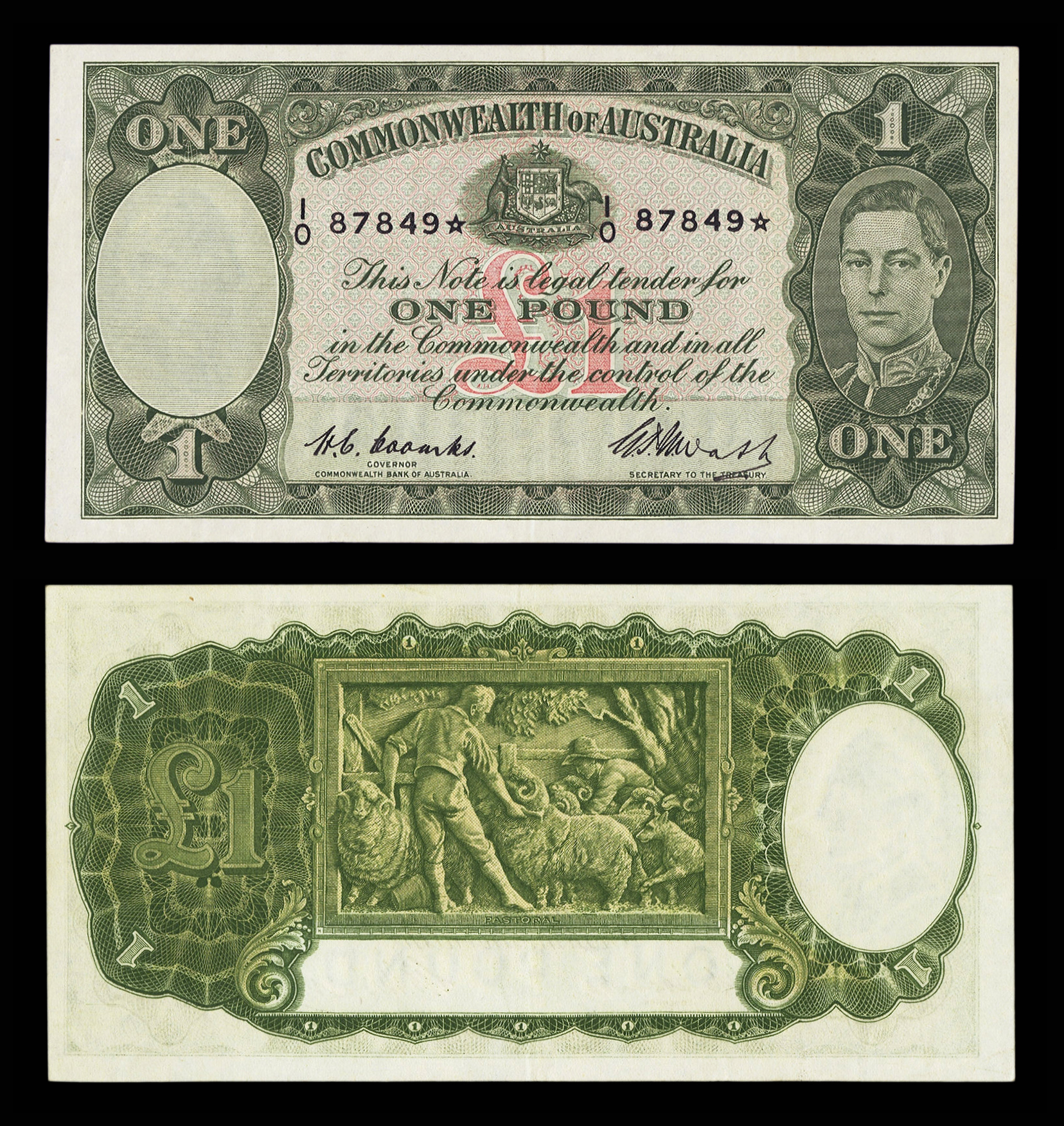
جنيه أسترالي إصدار سنة 1949 يحتوي الرقم التسلسلي على نجمة

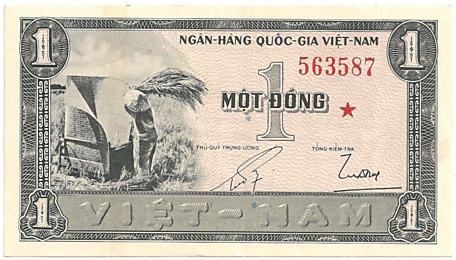
دونغ فيتنامي جنوبي صادر سنة 1955

الورقة النقدية البديلة أو ورقة الاستبدال أو ورقة الإحلال، والتي يُشار إليها عادةً باسم الورقة النقدية النجمية، هي ورقة نقدية تُطبع لتحل محل ورقة نقدية خاطئة وتُستخدم كآلية رقابية للحكومات أو السلطات النقدية لمعرفة العدد الدقيق للأوراق النقدية المطبوعة. وبما أنه لا يمكن أن يكون هناك رقمان متسلسلان متماثلان، يعاد ببساطة طباعة الورقة النقدية برمز في الرقم التسلسلي، مما يحددها كبديل لورقة نقدية خاطئة. تحتوي الأوراق النقدية البديلة على رموز مختلفة لتمييز الخطأ في جميع أنحاء العالم، على الرغم من أن أكثر الأمثلة شيوعًا هي "الأوراق النقدية ذات النجوم".
عندما تعثر لجنة مراقبة الجودة على أوراق نقدية معيبة في عملية الطباعة بعد طباعة الرقم التسلسلي فوق الرقم التسلسلي، تستخرج الورقة مع كتابة رقمها التسلسلي واستبدالها بأوراق نقدية أخرى مطبوعة خصيصاً لهذا الغرض، بحيث يبقى عدد الأوراق النقدية المطبوعة كما هو في كل دفعة إنتاج. وهذا يوفر الوقت والمال مقارنة بإعادة طباعة نفس الرقم التسلسلي المستعمل من قبل.
من النادر أن يكون للورقة النقدية البديلة نفس الرقم التسلسلي للورقة النقدية الأصلية المعيبة. ولذا سيكون للورقة النقدية البديلة نظام ترقيم تسلسلي خاص بها يفصلها عن نظام الترقيم العادي. كما تظهر النجمة أيضاً على الأوراق النقدية التي تحمل رقماً تسلسلياً أعلى من 99,999,999،999 لأن آلات الترقيم لا يمكنها طباعة أكثر من ثمانية أرقام.
يفحص مكتب النقش والطباعة في الولايات المتحدة الأمريكية العملةَ بحثًا عن أخطاء الطباعة قبل طرح الأوراق النقدية للتداول العام. عندما يكتشف أوراق نقدية طبعت بشكل غير صحيح (مثل أن تكون الأرقام التسلسلية مقلوبة رأساً على عقب، وما إلى ذلك) تستبدل "الأوراق النقدية الخاطئة" المطبوعة بشكل خاطئ بأوراق نقدية على شكل نجمة لأنه لا يمكن إنتاج ورقتين من فئة معينة بالرقم التسلسلي نفسه (تحدث أخطاء من حين لآخر من BEP، ومن أشهرها ملاحظات البادئة B من سلسلة 2013 B). وتستعمل للحفاظ على العد الصحيح للأوراق في تشغيل الأرقام التسلسلية. الأوراق النقدية النجمية بطبيعتها أكثر ندرة من الأوراق النقدية ذات الأرقام التسلسلية القياسية ولذلك يجمعها هواة جمع الأوراق النقدية على نطاق واسع. ويسعى هواة جمع الأوراق النقدية النجمية إلى الحصول عليها بشدة وتباع بسعر يتجاوز قيمتها الاسمية اعتمادًا على مدى انخفاض الرقم التسلسلي.

## أمثلة
- تستخدم الولايات المتحدة الأمريكية والهند والفلبين الإشارة ”✫“ في الرقم التسلسلي لتمييز الورقة النقدية البديلة. وتُعرف هذه الأوراق النقدية باسم ”الأوراق النقدية ذات النجوم“. واستخدمتها أستراليا أيضاً حتى عام 1972.
- واستعملت كندا ”۞“ في بداية الأرقام التسلسلية على أوراقها النقدية البديلة حتى عام 1975. وكانت تُعرف باسم ”الأوراق النقدية النجمية“. واستخدمت بعض الإصدارات اللاحقة بادئة ”33“ أو ”X“ لتمييز الأوراق النقدية البديلة.
- تستخدم الأرجنتين حرف ”R“ في الرقم التسلسلي لتمييز الأوراق النقدية البديلة.
- وتستخدم كل من جزر البهاما وسريلانكا وماليزيا وغواتيمالا حرف ”Z“ في الرقم التسلسلي لتمييز الأوراق النقدية البديلة.
- تستخدم إسكتلندا وهونج كونج ومنغوليا ”ZZ“ في الرقم التسلسلي لتمييز الأوراق النقدية البديلة.
- تستخدم سنغافورة ”Z/0“ في الرقم التسلسلي لتمييز الأوراق النقدية البديلة.
- تستخدم إندونيسيا ”X“ في الرقم التسلسلي لتمييز الأوراق النقدية البديلة.
- يستخدم العراق والكويت البادئة ”حرف/99“ في الرقم التسلسلي لتمييز الأوراق النقدية البديلة. كما استعمل في العراق في إصدارات قديمة حرف مكرر.
- تستخدم زامبيا ”X3“ في الرقم التسلسلي لتمييز الأوراق النقدية البديلة المصنوعة من البوليمر.
- تستخدم تايلاند البادئة ”S، 0S، 0S، 1S، 2S، 2S...“ في الرقم التسلسلي لتمييز الأوراق النقدية البديلة المصنوعة من البوليمر.
- تستخدم صربيا ”ZA“ في الرقم التسلسلي لتمييز الأوراق النقدية البديلة.
- تستخدم نيجيريا ”DZ“ في الرقم التسلسلي لتمييز الأوراق النقدية البديلة.

تستخدم في مصر أرقام تقسيم من 100 ومضاعفاتها، يعني 100 و 200 و 300 وهكذا.
قد يكون للبلدان المختلفة أيضاً مخططات ترقيم أو علامات خاصة بها. لا توجد طريقة مضمونة لمعرفة مدى ندرة الأوراق النقدية المستبدلة حيث إنها لا تُطرح إلا لاستبدال الأوراق النقدية المعيبة. يسعى بعض هواة جمع الطوابع والأوراق النقدية إلى اقتناء هذه الأوراق النقدية غير المعتادة باعتبارها من تخصصهم. وتوجد أوراق نقدية بديلة من الورق والبوليمر على حد سواء كآلية تحكم.